# Список выпусков «Шоу Бенни Хилла»
«Шоу Бенни Хилла» — юмористическая телевизионная передача с британским комиком Бенни Хиллом в главной роли. Передача выходила на Би-би-си (1955—1968, с перерывом) и на Thames Television (1969—1989).

## Сезон 1
| Дата       | Участники | Скетчи | Примечания |
| ---------- | --- | --- | --- |
| 19.11.1969 | Бенни Хилл, Эйра Хит, Генри МакГи, Дэвид Баттли, Кен Парри, трио The Ladybirds, Мигель Лопес Кортесо, Джон Райт, Майкл Шарвелл-Мартин, Джен Батлин, Конни Джордж, Верн Морган, Барбара Линдли                                                                | - Скетч «Колодец желаний» - Баллада «Anna-Marie» (исп. Бенни Хилл и трио The Ladybirds) - Скетч «Интервью с помехами» - Баллада «Your Secret Love» (исп. трио The Ladybirds) - Скетч «Русская зона» - Скетч «Больничная служба Нижнего Тидмарша» - Интервью с миссис Фрипп — самой преданной зрительницей ITV - Пародия «Европейский конкурс песни» (на Евровидение). | - В скетче «Европейский конкурс песни», помимо Хилла, принимают участие Эйра Хит (в роли португальской и германской певиц), а также гитарист Мигель Лопес Кортесо (второй аккомпаниатор португальской певицы). - В этом же скетче Хилл играет несколько ролей, в том числе пародирует британскую телеведущую Кэти Бойл (1926—2018; она вела Евровидение в 1960, 1963, 1968 и 1974 годах. В пародии она названа «Кэти Бойлер») и французскую певицу Мирей Матье (в пародии названа «Мирей Матант»). - По итогам «Европейского конкурса песни» все участники получили равное количество очков. Возможно, это аллюзия на ситуацию с конкурсом «Евровидение» 1969 года, в котором победили представители сразу четырёх стран. - Скетч «Интервью с миссис Фрипп» частично повторяет пародийный скетч «Radio Times», показанный в одном из выпусков 1968 года. - Приём «интервью с помехами» (то есть когда заготовленный ответ на заготовленный вопрос запаздывает) Хилл уже использовал в выпуске от 24 ноября 1965 года на Би-би-си (скетч «Европейский вопросник») |
| 23.12.1969 | Бенни Хилл, Эйра Хит, Николас Парсонс, Робертсон Хейр, Рита Уэбб, Майкл Шарвелл-Мартин, трио The Ladybirds, Томми Манн, Ивонна Пол, Валери Стэнтон, Дэвид Гамильтон, Конни Джордж, Лиллиан Падмор, Уолли Гудман, Валери Сент-Джон, Билл Стрэйтон, Майкл Мур  | - Скетч «Рыбная ловля» - Баллада «Juanita Bonita Delores» (исп. Бенни Хилл и трио The Ladybirds) - Сборник скетчей «Обзор спорта» - Скетч «Подглядывание» - Песня «Can’t Take My Eyes Off You» (исп. трио The Ladybirds) - Скетч «Короткая счастливая жизнь Мориса Дриббла» - Телевизионные ляпы - Песня «The Wedding Cake» (исп. Эйра Хит) - «И это ваша жизнь?» (пародия на программу This Is Your Life) | - В скетче о борьбе («Обзор спорта»), помимо Хилла, принимает участие борец, актёр и каскадёр Томми Манн (р. 1925) - В пародии «И это ваша жизнь?» принял участие характерный актёр Робертсон Хейр (1891—1979), в 1959 году выступавший с Хиллом на театральной сцене в пьесе Fine Fettle. |
| 4.02.1970  | Бенни Хилл, Эйра Хит, Генри МакГи, Рита Уэбб, Николь Шелби, Луис Альберто дель Парана и группа Los Paraguayos, трио The Ladybirds, Дэвид Гамильтон, Майкл Шарвелл-Мартин, Валери Сент-Джон, Шармейн Сил, Джон Райт, Кристин Роджерс, Гарольд Джи, Энн Ирвинг | - Короткий скетч «Блэкмур» (пародия на журналиста Алана Уикера) - Баллада «Colleen» (исп. Бенни Хилл и трио The Ladybirds) - Скетч «Голое прослушивание» - Выступление Луиса Альберто дель Парана и группы Los Paraguayos - Скетч «Ужасный отель» - Монолог «Экскурсовод» - Песня «Carnival» (исп. Эйра Хит) - Скетч «Балет с комментариями телезрителей» - Монолог «Съёмки рекламного ролика» - Стихотворение «Старый скрипач» - Телевизионные ляпы - Пародия «Tommy Tupper in Tupper-Time» на ток-шоу - Песня «Girls of the Sousa Bar» (исп. Бенни Хилл)       | - Первая версия монолога «Съёмки рекламного ролика» была исполнена в выпуске шоу от 6 ноября 1964 года на Би-би-си. - Первая версия стихотворения «Старый скрипач» была исполнена в выпуске шоу от 27 ноября 1965 года на Би-би-си. - Первая версия монолога «Экскурсовод» была показана в одном из выпусков 1965 года Би-би-си. - Журналиста Алана Уикера (1925—2013) Хилл до того изображал дважды — в пародии на программу Tonight (выпуск шоу от 24 апреля 1965 года) и в пародии на авторскую программу Уикера Whicker’s World (выпуск шоу от 20 апреля 1968 года). |
| 11.03.1970 | Бенни Хилл, Эйра Хит, Николас Парсонс, Патриция Хейс, Джимми Томпсон, Николь Шелби, трио The Ladybirds, Майкл Шарвелл-Мартин, Билл Драйсдейл, Вальтер Картье, Терри Дей, Сью Бишоп, Дэвид Гамильтон, Валери Сент-Джон, Пиппа Рейно                           | - Короткий скетч «Беновайт» (пародия на рекламный ролик) - Баллада «My Garden of Love» (исп. Бенни Хилл и трио The Ladybirds) - Фильм «Путешественник автостопом» - Интервью с Фредом Скаттлом — исследователем зрительской аудитории - Фильм «Шаловливый нудист» - Ляпы - Песня «The Girl Is In Love With You» (исп. трио The Ladybirds) - Песня «Golden Days» (исп. Бенни Хилл и Эйра Хит) - Короткий скетч «Человек-оркестр» - Номер «Котильон» - Стихотворение «Пчёлки и птички» - Пародия «Звук Франкенштейна» (если бы фильм о Франкенштейне был мюзиклом) | - Первая версия скетча «Беновайт» была исполнена в выпуске шоу от 6 ноября 1965 года на Би-би-си (рекламируемый препарат (вымышленный) носил название «Филовайт»). |
| 3.06.1970  | Бенни Хилл, Николь Шелби, Дуглас Хилл, Джилл Истер, Конни Джордж, Ивонна Пол, Кен Седд | Короткометражный фильм «Эдди в августе» | Эдди (Бенни Хилл), «прирождённый неудачник», которому не везёт в том числе и в любви, мечтает о симпатичной медсестре, которую встретил однажды в парке. Но ему опять не повезло… |

## Сезон 2
| Дата       | Участники | Скетчи | Примечания |
| ---------- | --- | --- | --- |
| 28.10.1970 | Бенни Хилл, Николас Парсонс, Патриция Хейс, Боб Тодд, трио Los Zafiros, Дэн Джексон, дуэт Two’s Company, Джекки Райт, Джен Батлин, Верн Морган, Кармен Дин, Шармейн Сил, Миа Мартин             | - Короткий скетч «Скамья в парке» - Песня «Suitcase on the Train» (исп. Бенни Хилл) - Сборник скетчей «Взгляд № 7» - Танцевальный номер «Танцы в маске» - Выступление трио Los Zafiros - Скетч «Расклейщики афиш» - Скетч «Британское вооружение» - Ляпы - Интервью с Фредом Скаттлом — «мистером Шоу-Бизнес» - Пародия «Подземные воды Жака Куста» (на фильмы Жака-Ива Кусто) - Скетч «Ветер перемен» | - В пародии «Подземные воды Жака Куста» (The Underworld Water of Jacques Custard) Жака-Ива Кусто играет Джекки Райт. - В «Ляпах» Хилл пародирует Энгельберта Хампердинка. |
| 23.12.1970 | Бенни Хилл, Николас Парсонс, Триша Нобл, трио The Ladybirds, Томми Манн, Сью Бонд, Джен Батлин, Кей Фрейзер, Шармейн Сил, Лиз Фрейзер                                                           | - Короткий скетч «Резиновые шары» - Баллада «Broken-Hearted Lover’s Stew» (исп. Бенни Хилл и трио The Ladybirds) - Короткий скетч «Взгляд, полный неожиданности» - Интервью с Фредом Скаттлом — директором турфирмы Scuttle Tours - Монолог ковбоя и исполнение баллады «Rachel» (совместно с трио The Ladybirds) - Короткий скетч «Ограбление банка» - Песня «I’m Leaving on a Jet Plane» (исп. Триша Нобл) - Скетч «Посвящение добровольной пожарной бригаде Нижнего Тидмарша» - Пародия «Шанс стучится в двери» на программу «Opportunity Knocks» | - В то время операторы требовали повышения зарплаты за работу с новыми камерами с цветной плёнкой, потому эта и две последующие программы были отсняты на чёрно-белую плёнку. - Австралийская певица Триша Нобл (полное имя Патриция Энн Рут Нобл, 1944—2021) к тому моменту уже выступала в «Шоу Бенни Хилла», исполнив с ним песню «Garden Of Love» в первой версии скетча о поп-звезде Тексе Цимбале (вышел в эфир в выпуске от 8 января 1966 года на Би-би-си). Тогда певица выступала под именем Пэтси Энн Нобл. - Сюжет скетча «Ограбление банка» в общих чертах повторяет концовку скетча «Bathchair Theatre: The Great Bank Robbery», показанного в одном из выпусков 1966 года. - В пародии «Шанс стучится в двери» («Opportunity’s Knocking») Хилл играет несколько ролей, в том числе пародирует ведущего оригинальной программы Хьюи Грина (наст. имя Хью Хьюз Грин, 1920—1997). Ранее Хилл уже его изображал — ещё в одной пародии на эту же передачу, под названием «Opportunity Calls» (вышла на Би-би-си в выпуске «Шоу Бенни Хилла» от 6 января 1965 года). - Один из участников пародии «Шанс стучится в двери», также сыгранный Хиллом, исполняет знаменитую впоследствии песню «Ernie (The Fastest Milkman In The West)». По иронии судьбы, Бенни Хилл умер в возрасте 68 лет, как и персонаж этой песни. |
| 27.01.1971 | Бенни Хилл, Николас Парсонс, Патриция Хейс, Рита Уэбб, Дженни Ли-Райт, группа Petticoat & Vine, Джордж Родерик, Сью Бонд, Джекки Райт, Лесли Голди, Миа Мартин, Пит О’Делл, Джеральдина Бёрнетт | - Короткий скетч «Хорошо, миледи» - Баллада «Flying South» (исп. Бенни Хилл и группа Petticoat & Vine) - Серия скетчей «Постыдные моменты спорта» - Песня «World of Love and Laughter» (исп. группа Petticoat & Vine) - Скетч «Генри и Элис и Боб и Мэри» - Ляпы - Песня «You Made Me So Very Happy» (исп. Кики Ди) - Скетч «Преступление не окупается» - Скетч «Любовь найдёт путь» - Пародия «Вершина вершин» на программу «Top Of The Pops» | - Это вторая из трёх программ, отснятых на чёрно-белую плёнку. - Скетч «Генри и Элис и Боб и Мэри» — возможно, пародия на фильм «Боб и Кэрол, Тед и Элис». - В пародии «Вершина вершин» («Top Of The Tops») Хилл играет несколько ролей, в том числе пародирует ведущих оригинальной программы Джимми Сэвила и Тони Блэкберна, певцов Роджера Уиттакера, Бобби Джентри, Роя Орбисона и других. Во время исполнения первой песни Хиллу аккомпанирует группа Petticoat & Vine. |
| 24.02.1971 | Бенни Хилл, Николас Парсонс, Патриция Хейс, Рита Уэбб, Дженни Ли-Райт, группа Petticoat & Vine, Джордж Родерик, Сью Бонд, Джекки Райт, Лесли Голди, Миа Мартин, Пит О’Делл, Джеральдина Бёрнетт | - Короткий скетч «Подражай боссу» - Баллада «Pretty Greek Girl» (исп. Бенни Хилл) - Пародия «Сантехник в штатском» на шпионские фильмы - Монолог «Преподобный Грей» - Ляпы - Песня «Everybody’s Singing, Like Now» (исп. Нанетт) - Скетч «Учиться и учиться!» - Короткий скетч «Спокойной ночи, Джордж!» - Пародия «Подъём с Хамфри Бамфри» - Баллада «Pepys' Diary» | - Это третья и последняя из программ, отснятых на чёрно-белую плёнку. - Первая версия баллады «Pepy’s Diary» была показана в выпуске от 26 апреля 1958 года на Би-би-си. - Имя ведущего программы «Подъём с Хамфри Бамфри» — аллюзия на ведущего программы о культуре Aquarius Хамфри Бёртона (р. 1931). В заставке есть также пародия на название программы. Имя журналистки Джоанны Бейквелл-Тарт (сыграна Лесли Голди) — аллюзия на журналистку и телеведущую Джоан Бейквелл (р. 1933) - «Быстро меняющий костюмы» артист Быстрый Заппер (Хилл) пародирует Уильяма Клода Филдса и Мэй Уэст. Обоих этих актеров Хилл уже изображал — например, в цикле скетчей «Голливудские партнёры» в выпуске от 8 января 1966 года. |
| 24.03.1971 | Бенни Хилл, Николас Парсонс, Андре Мелли, Боб Тодд, трио The Ladybirds, Джонни Гринланд, Беттина Ле Бо, Сью Бонд, Джекки Райт, Дженни Ли-Райт, Лесли Голди, Кей Фрейзер, Конни Джордж           | - Короткий скетч «Неверная жена» - Баллада «The Egg Marketing Board Tango» (исп. Бенни Хилл и трио The Ladybirds) - Скетч «Французский язык для начинающих» - Скетч «Посланец» - Скетч «Травка зеленеет» - Номер «Танцы в супермаркете» - Монолог «Бенни раскрывает правду… о телевидении» - Песня «Close To You» (исп. трио The Ladybirds) - Пародия «Кино: Прежние годы» (фильм «Пассажиры любви») - Ляпы разных стран - Кукольный спектакль «Вестминстерские забавники» - Скетч «Чоу Мин и Куки в ресторане»                                      | - Первый цветной выпуск после трёх чёрно-белых. - Среди «ляпов разных стран» имеется пародия на озвучку сериала «Бонанза». Хилл пародирует персонажей актёров Лорни Грина (наст. имя Лайон Хайман Грин, 1915—1987) и Дэна Блокера (наст. имя Бобби Дэн Дэвис Блокер, 1928—1972). Бенни Хилл уже пародировал «Бонанцу» (выпуск от 24 апреля 1965 года на Би-би-си - Скетч «Травка зеленеет» повторяет сюжет скетча «Узловатые колени» (вышедшего либо в выпуске от 6 ноября 1964 года, либо от 10 апреля 1965 года на Би-би-си). - Первая версия скетча «Кино: прежние годы», под названием «Пассажиры страсти», была показана в выпуске от 27 ноября 1965 года. - «Вестминстерские забавники» — сатирический кукольный спектакль, в котором задействованы куклы тогдашних британских политиков — Эдварда Хита (1916—2005, с 1970 по 1974 годы занимал пост премьер-министра), Гарольда Вильсона (1916—1995, занимал пост премьер-министра с 1964 по 1970 годы) и Эноха Пауэлла (1912—1998, в 1950—1974 годах член парламента от консервативной партии). |

## Сезон 3
| Дата       | Участники | Скетчи | Примечания |  |
| ---------- | --- | --- | --- |  |
| 4.11.1971  | Бенни Хилл, Генри МакГи, Андре Мелли, Боб Тодд, Дженни Ли-Райт, трио The Ladybirds, Джерольд Уэллс, Кэрол Миллс, Хосе Стюарт, Мэрилин Рикард, Беттина Ле Бо, Джек Райт, Белла Эмберг, Конни Джордж, Лиллиан Падмор, Брайан Нолан, Ивонна Пол, Миа Мартин, Дэвид Уотерман, Вик Тейлор, Деннис Пленти | - Короткий скетч «Гостиничный лифт» - Баллада «The Beaсh at St. Tropez» (исп. Бенни Хилл и трио The Ladybirds) - Ляпы - Скетч «Новая Англия, 1635 год» - Скетч «Дома с Генри МакГи» — интервью с Чоу Мином - Поэт Сент-Джон Боссом - Скетч «В круиз на судне S.S. Rumpo» - Песня «River Deep Mountain High» (исп. трио The Ladybirds) - Пародия «Кухонные забавы с Джонни и Крэнни Фэддоками» - Скетч «Разрушители кино» — интервью с актёром Мервином Крадди; отрывки из фильмов «Любовники» и «Домой вернулся герой». | - Скетч «Гостиничный лифт» — повтор похожего скетча из выпуска от, возможно, 6 ноября 1965 года. - Название пародии «Кухонные забавы» (Fun In The Kitchen) — возможно, отсылка к названию кулинарной программы «Fanny’s Kitchen», которую вели телеведущая, ресторанный критик и кулинар Фанни Крэдок (наст. имя Филлис Пешей, 1909—1994) и её муж, повар, писатель и телеведущий Джонни Крэдок (1904—1987). Пародируют их Бенни Хилл и Боб Тодд соответственно. - Поэт Сент-Джон Боссом (персонаж Бенни Хилла) впервые появился в пародии «Подъём с Хамфри Бамфри» (см. выше). |  |
| 22.12.1971 | Бенни Хилл, Николас Парсонс, Боб Тодд, Рита Уэбб, Кловисса Ньюком, Ронни Броуди, трио The Ladybirds, Беттина Ле Бо, Кэрол Миллз, Миа Мартин, Джонни Гринланд, Кей Фрейзер, Джон Трейхорн | - Короткий скетч «Зануда в баре» - Баллада «Gypsy Rock» (исп. Бенни Хилл и трио The Ladybirds) - Интервью с Фредом Скаттлом — главным режиссером драматических программ. Он представляет публике потенциальную звезду экрана — модель Чанки (Боб Тодд) - Монолог «Димптонский клуб любителей выпить» - Песня «Say A Little Prayer» (исп. трио The Ladybirds) - Пародия на программу «Десятичасовые новости». Включает в себя интервью с президентом вымышленной страны Амполы, рассказ немецкого профессора об упрощении английского языка и фильм, иллюстрирующий эту теорию. - Скетч «Великий притворщик» - Ляпы разных стран | - В скетче «Десятичасовые новости» Хилл среди прочего пародирует диктора оригинальной программы News At Ten, британского журналиста и телеведущего Реджинальда Бозанке (1932—1984). - Скетч «Великий притворщик» — ремейк скетча «Замок» («The Castle») из выпуска от 8 января 1966 года. - Скетч о Чанки впервые был показан в одном из выпусков шоу 1967 года. |  |
| 23.02.1972 | Бенни Хилл, Генри МакГи, Пола Уилкокс, Боб Тодд, Перси Троуэр, Сильвия МакНил, трио The Ladybirds, Дженни Ли-Райт, Джекки Райт, Кэрол Миллс, Беттина Ле Бо, Пенни Мередит, Миа Мартин, Памела Канделл, Рой Скэммелл, Малькольм Уивер, Джим Тайсон, Джеральдина Бернетт                              | - Короткий скетч «Сладкие шахматы» (пародия на рекламу шоколадных конфет) - Баллада «Oh Zandoona» (исп. Бенни Хилл и трио The Ladybirds) - Интервью с Фредом Скаттлом — руководителем группы здоровья и фильм об этой группе - Поэма Фоломона Фент-Джона «Фэм и Фуван» - Интервью с французским режиссёром-авангардистом Пьером де Тьером - Песня «I Don’t Know» (исп. Сильвия МакНил) - Перси Троуэр берет интервью у садовника Амоса Триппа - Скетчи «Телевизионные секреты» - Скетч «Чоу Мин на таможне и в иммиграционной службе» - Цикл пародий «Звёздный финал».                                                          | - Скетч «Оздоровительная бригада Фреда Скаттла» был ранее показан в рамках пародии на программу «Sportsview» (выпуск от 26 апреля 1958 года).. - Первая версия скетча «Интервью с французским режиссёрои» (там его зовут Клод ле Твит) была показана в выпуске шоу от 26 декабря 1968 года. - У садовника Амоса Триппа (Хилл) интервью берет Перси Троуэр (1913—1988) — знаменитый английский садовод, специалист по растениеводству, телеведущий и писатель. Первая версия этого скетча прозвучала в радиопередаче Star Parade (выпуск от 29 августа 1963 года; там у Амоса Триппа брал интервью Питер Вернон). - В цикле пародий «Звёздный финал» Хилл пародирует певцов Гилберта О’Салливана, Нану Мускури, Ширли Бэсси, Дороти Сквайрс, Мойру Андерсон, актёра Дэвида Коссоффа и участниц группы Beverley Sisters. |  |
| 22.03.1972 | Бенни Хилл, Николас Парсонс, Боб Тодд, Зиния Мертон, трио The Ladybirds, Дженни Ли-Райт, Лесли Голди, Кэрол Миллс, Памела Канделл, Пенни Мередит, Джекки Райт, Джонни Гринланд, Джим Тайсон, Джеральдина Бернетт, Ивонна Пол, Верн Морган, Джози Стюарт, Брайан Нолан, Роберт Хоу                   | - Короткий скетч «Переодетые нацисты» - Баллада «Wild, Wild Women» (исп. Бенни Хилл и трио The Ladybirds) - Николас Парсонс берет интервью у учеников школы Св. Соломона - Монолог «Нарушители в Лейксайд-Парке» - Музыкальный номер «Medical Memory Lane» - Монолог «Путешествие на самолёте» - Песня «Those Days» (исп. Бенни Хилл и Мариан Дэвис) - Интервью с телепродюсером Фредом Скаттлом («Скаттлвидение») - «Уголок джазовой поэзии»: песня «Poor Old Prunella» - Песня «Little Things» - «Встречи с людьми»: Николас Парсонс берёт интервью у Чоу Мина - Песня «Harvest Of Love».                                     | - Часть скетча «Интервью с учениками» («Гастон Роден») — ремейк скетча, показаного в рамках пародии на программу «24 Hours» (выпуск от 20 апреля 1968 года).. - Песня «Those Days» ранее исполнялась как пародия на дуэт Сонни и Шер. Голосом Шер пела участница трио The Ladybirds Мэгги Стрэддер, она же появлялась на дальних планах. Пародия была показана в рамках скетча The Week’s Record Releases with Hy Fi, вышедшего в выпуске от 18 декабря 1965 года. Мариан Дэвис, так же как и Мэгги Стрэддер, была участницей трио The Ladybirds. |  |

## Сезон 4
| Дата       | Участники | Скетчи | Примечания |
| ---------- | --- | --- | --- |
| 25.10.1972 | Бенни Хилл, Хью Паддик, Боб Тодд, трио The Ladybirds, Беттина Ле Бо, группа The Mike Sammes Singers, Белла Эмберг, Лиллиан Падмор, Конни Джордж, Верн Морган, Дикки Мартайн, Майкл Мур, Сью Бонд, Труди Ван Дорн, Джипси Кемп            | - Короткий скетч «Игровые автоматы» - Баллада «Dustbins Of Your Mind» (исп. Бенни Хилл и трио The Ladybirds) - «Встречи с людьми»: Хью Паддик беседует с полковником Итвеллом, преданной поклонницей телевидения и американским актёром вестернов Бутчем Кэфферти. - Песня «Fad-Eyed Fal» - Скетч «Вудстик» - «Демонстрация моделей одежды» - Выступление Берлинского молодежного хора | - Скетч «Демонстрация моделей одежды» — ремейк скетча, показанного в одном из выпусков 1965 года. |
| 27.12.1972 | Бенни Хилл, Николас Парсонс, Боб Тодд, Джимми Томпсон, трио The Ladybirds, Диана Кинг, Пэт Эштон, Вальтер Гудман, Белла Эмберг, Дженни Ли-Райт, Джекки Райт, Энтони Кеньон, Сью Бонд, Лиллиан Падмор, Черил Гилхам, Денни Бейлисс        | - Короткий скетч «Церковная миссия» - Баллада «When I Was A Lad» (исп. Бенни Хилл и трио The Ladybirds) - Ляпы - Интервью с Фредом Скаттлом — хозяином кабаре со стриптизом «The Funboy Club» - Монолог «Попойка на Рождество» - Песня «Don’t Stop The Music» (исп. трио The Ladybirds) - Ляпы рекламных роликов - Пародия «Yackanory» - Песня «Portable TV Set» - Монолог «Американец в Британии» - Песня «The Common Market Square Dance».                                                                   | - Первая версия скетча «The Funboy Club» была показана в одном из шоу в середине шестидесятых годов; сохранилась в фильме-компиляции Benny And The Jests. - В витрине клуба «The Funboy Club» можно увидеть афишу кукольного спектакля «Вестминстерские забавники» (см. выше). - «Yackanory» — пародия на детскую передачу Jackanory, выходившую на Би-би-си с 1965-го по 1996 годы.. - Песня «Portable TV Set» — ремейк песни Бенни Хилла «Transistor Radio», вышедшей в 1961 году. Авторами песни были Хилл и британский композитор и продюсер Тони Хэтч (наст. имя Энтони Питер Хэтч, р. 1939; на пластинке обозначен под псевдонимом «Марк Энтони»). В телеверсии Хилл пародирует исполнителя главной роли в детективном сериале «Ironside» Раймонда Бэрра (остальных участников сериала пародируют Пэт Эштон, Боб Тодд и Джимми Томпсон), а также телеведущих Клемента Фрейда (1924—2009) и Джесса Йейтса (1918—1993) и участницу трио The Ladybirds Мэгги Стрэддер (остальных двух участниц изображают Джимми Томпсон и Боб Тодд). На пластинке Хилл пародировал Элвина («Элвин и бурундуки»), Элвиса Пресли (с аллюзиями на песни Are You Lonesome Tonight и Wooden Heart), диктора программы «Прогноз погоды для кораблей» и американского певца Джимми Джонса (1937—2012). Супругу Хилла в телеверсии играет Дженни Ли-Райт. |
| 22.02.1973 | Бенни Хилл, Генри МакГи, Боб Тодд, группа The Orange Blossom Sound, трио The Ladybirds, Хелли Луиз, Пэт Эштон, Вальтер Гудман, Конни Джордж, Джекки Райт, Сью Бонд, Лиллиан Падмор, Черил Гилхам, Ларейн Хамфриз, Сю Лин, Чей Ли, Сю Ёнг | - Короткий скетч «Влюблённые, дубль 1» - Баллада «Carol» (исп. Бенни Хилл, трио The Ladybirds и группа The Orange Blossom Sound) - Генри МакГи берет интервью у Фреда Скаттла — руководителя охранного агентства. Фильм о работе агентства - Короткие скетчи «Телевизионные секреты» - Песня «What Am I Doing Hangin' 'Round» (исп. группа The Orange Blossom Sound) - «Дома у Генри МакГи»: Интервью с Чоу Мином - Скетч «Отпуск Джекки Райта» - Песня «Lover Come Back To Me» (исп. Бенни Хилл и Пэт Эштон). | - В «Телевизионных секретах» Хилл пародирует певца и пианиста Либераче, а также американского джазового певца Билли Экстайна (полное имя Уильям Кларенс Экстайн, 1914—1993) и телеведущего Клайва Джеймса (наст. имя Вивиан Леопольд Джеймс, 1939—2019). |
| 29.03.1973 | Бенни Хилл, Боб Тодд, Джон Джон Кифи, трио The Ladybirds, Ли Гибсон, Труди ван Доорн, Джекки Райт, Белла Эмберг, Джим Тайсон, Билл Вестон, Черил Гилхам, Ларрейн Хамфриз, Чей Ли, Сью Бонд, Энди Кромарти, Тед Тейлор, Деннис Киркланд   | - Короткий пародийный скетч «Beanz Meanz Beanz» - Баллада «Mad About You» (исп. Ли Гибсон) - Пародия «Конфронтация» на ток-шоу - Короткий скетч «Балет-отражение» - Скетч «Помощник шерифа» - Баллада «Happy Together» (исп. Ли Гибсон и Джон Джон Кифи) - Монолог «Конфликт поколений» - Ляпы рекламных роликов - Музыкальный номер «Хор железнодорожных носильщиков». | - В первом ролике пародируется рекламный слоган консервированной фасоли фирмы Heinz — «Beanz Meanz Heinz». - Пародия «Конфронтация» частично повторяет скетч о писателе и журналисте Мервине Крадди (выпуск радиопередачи Benny Hill Time от 8 марта 1964 года) и скетч Radio Times (выпуск шоу от 26 декабря 1968 года). Текст о «непристойностях в лондонском метро», возможно, впервые был исполнен в скетче «The Lonely One», специально отснятом для программы Christmas Night with the Stars (1964), а позднее — в одном из выпусков радиопередачи Benny Hill Time (1965). |